# Frédérique Deghelt

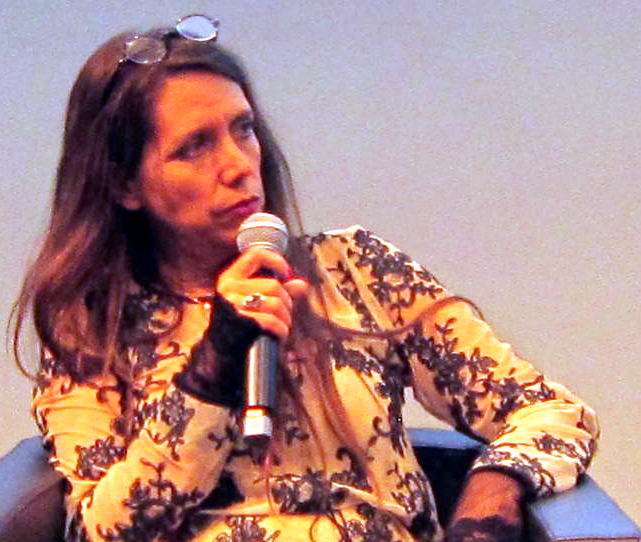
Frederique Deghelt

Frédérique Deghelt (geboren in Bordeaux) ist eine französische Schriftstellerin, die in Paris lebt. Sie arbeitet auch als Journalistin und ist seit 2009 Vollzeitautorin.

## Biographie
Der Sänger François Deguelt war ihr Onkel. Sie entwickelte aus ihrem Buch in Zusammenarbeit mit der Fotografin Astrid di Crollalanza das Projekt Être beau, das den Blick auf Behinderung verändert.

## Werke (Auswahl)
- Die Liebe der anderen, Roman. Aus dem Französischen ”La Vie d'une autre”, 2007
- Frühstück mit Proust, Roman. Aus dem Französischen ”La grand-mère de Jade”, 2009

## Auszeichnungen
- 2010 erhielt sie den Prix Solidarité et Chronos für La Grand-mère de Jade.
- 2015 wurde ihr der Prix des lecteurs corréziens für Les Brumes de l’apparence verliehen.
- 2016 erhielt sie den Grand Prix der Stadt Vannes für Libertango.
- 2017 wurde sie mit dem 14. Prix littéraire de la Ville beim Festival Livres & Musiques in Deauville für Libertango ausgezeichnet.